# 迪亚戈拉斯
迪亚戈拉斯（英語：Diagoras of Melos），约活动于公元前5世纪后期。古希腊迈洛斯的抒情诗人之一。他以无神论著称，被判处死刑后流亡。他的作品留存下来的只有残篇。

## 生平
迪亚戈拉斯是泰莱克利图斯的儿子，出生在基克拉泽斯群岛中的米洛斯岛。根据苏达的说法：在米洛斯岛被雅典残酷征服（公元前416年）后，德谟克利特支付了10000德拉克马将迪亚戈拉斯从囚禁中解放出来，他成为德谟克利特的门徒；然而，没有早期来源提到他与德谟克利特的联系。《苏达辞书》还指出，迪亚戈拉斯在年轻时作为抒情诗人获得了一些声誉，这可能是他与抒情诗人西莫尼德斯、品达和巴库利德斯一起被提及的原因。在他的颂歌中，特别提到了一篇关于阿尔戈斯的阿里安忒斯的悼词，他在其他方面是未知的，另一篇关于曼提尼亚的政治家尼科多鲁斯的颂词，第三篇关于曼提尼亚人的颂词。尼科多鲁斯在他的家乡被誉为政治家和立法者；阿里安告诉我们，迪亚戈拉斯是尼科多鲁斯的情人，并协助尼科多鲁斯立法。曼提尼亚的立法后来被亚里士多德和波利比乌斯称赞为民主温和与平衡的罕见例子。
雅典喜剧剧作家阿里斯托芬在他的《云》中提到迪亚戈拉斯是当时一位著名的人物，他的第二个现存版本可能出现在公元前419-17年左右。狄奥多罗斯告诉我们，几年后，大约公元前415年，他被指控不虔诚，他认为最好逃离雅典以避免被起诉，经典资料称，抓捕或杀死他都会得到奖励。宗教可能只是指控的借口，因为身为梅利安人使他成为雅典人民怀疑的对象。公元前416年，米洛斯被雅典人征服并残酷对待，迪亚戈拉斯对这种待遇感到愤慨，可能参与了雅典的党派斗争，从而引起了民主党人的怀疑，这绝非不可能。迪亚戈拉斯随后前往科林斯，正如苏达辞书所说，他在那里去世。

## 哲学
关于他的哲学观点或他所谓的无神论的性质，人们知之甚少。在这一点上，唯一可以肯定的是，迪亚戈拉斯对雅典国民神的崇拜感到冒犯。

### 古代轶事
西塞罗写在公元前1世纪，迪亚戈拉斯的一位朋友如何试图说服他相信神的存在，他指出有多少誓言的图片讲述了人们通过“对神的誓言”从海上风暴中拯救出来，对此迪亚戈拉斯回答说：“没有任何关于那些在海上遭遇海难和溺水的人的图片。”西塞罗接着举了另一个例子，迪亚戈拉斯在一艘天气恶劣的船上，船员们认为他们把这个不虔诚的人带上了船，造成了天气的变化。然后，他想知道在同一场风暴中出海的其他船只上是否也有迪亚戈拉斯。
这个和类似的轶事准确地描述了他与流行宗教的关系。他非常坚定地坚持自己的立场，也许比建议的更自由、更机智、更大胆，这似乎可以从他在古代特别获得无神论者的绰号这一事实中得到证明。他可能只是否认神对世界的直接干涉，但由于他不相信雅典神的个人存在及其人类行为方式，雅典人几乎不可能把他视为无神论者以外的人。
雅典的基督教作家雅典那哥拉（公元2世纪）写了关于迪亚戈拉斯的文章：
雅典人有理由判定迪亚戈拉斯犯了无神论之罪，因为他不仅泄露了奥尔弗斯教义，出版了埃莱乌西斯和众卡比洛斯的奥秘，还砍下了赫丘利的木制雕像来煮萝卜，而且公开宣称根本没有上帝。
回到对迪亚戈拉斯的指控，这迫使他离开雅典，当时怀疑论开始破坏古代流行信仰的基础。对那些破坏赫尔墨斯雕像的人的审判，对神秘事物的亵渎，以及对阿尔西比亚德斯的指控，都是表明哲学家和智辩家的猜测所滋养的不信开始对雅典的保守党来说变得非常危险的症状。毫无疑问，迪亚戈拉斯不尊重人民的既定宗教，他可能偶尔会嘲笑它；但他也冒险直接攻击雅典崇拜的公共机构，如厄琉息斯秘仪，他试图降低公众对这些事件的评价，据说他阻止许多人参与其中。这些至少是古人指责他的观点，历史学家梅拉提乌斯在他的神秘学著作中提到了针对迪亚戈拉斯的法令。毫无疑问，所有这些宗教争端都有政治动机。迪亚戈拉斯是梅里安人，因此属于多利安民族；他是多里安人曼蒂尼亚的朋友，后者被雅典憎恨，最近才放弃与雅典的联盟；多里安人和伊奥尼亚人在崇拜的各个方面都是对立的，伯罗奔尼撒战争点燃了这种敌意的火花，引发了越来越多的仇恨。迪亚戈拉斯及时逃离雅典，以躲避敌人对他的袭击。因此，他被判有罪，法令被刻在一根柱子上，悬赏他的首级，把他的尸体带到雅典的人奖赏一个塔兰同，将他活着交给雅典人的人奖赏两个塔兰同。

### 现代评估
约翰·罗伯逊在写迪亚戈拉斯时认为：

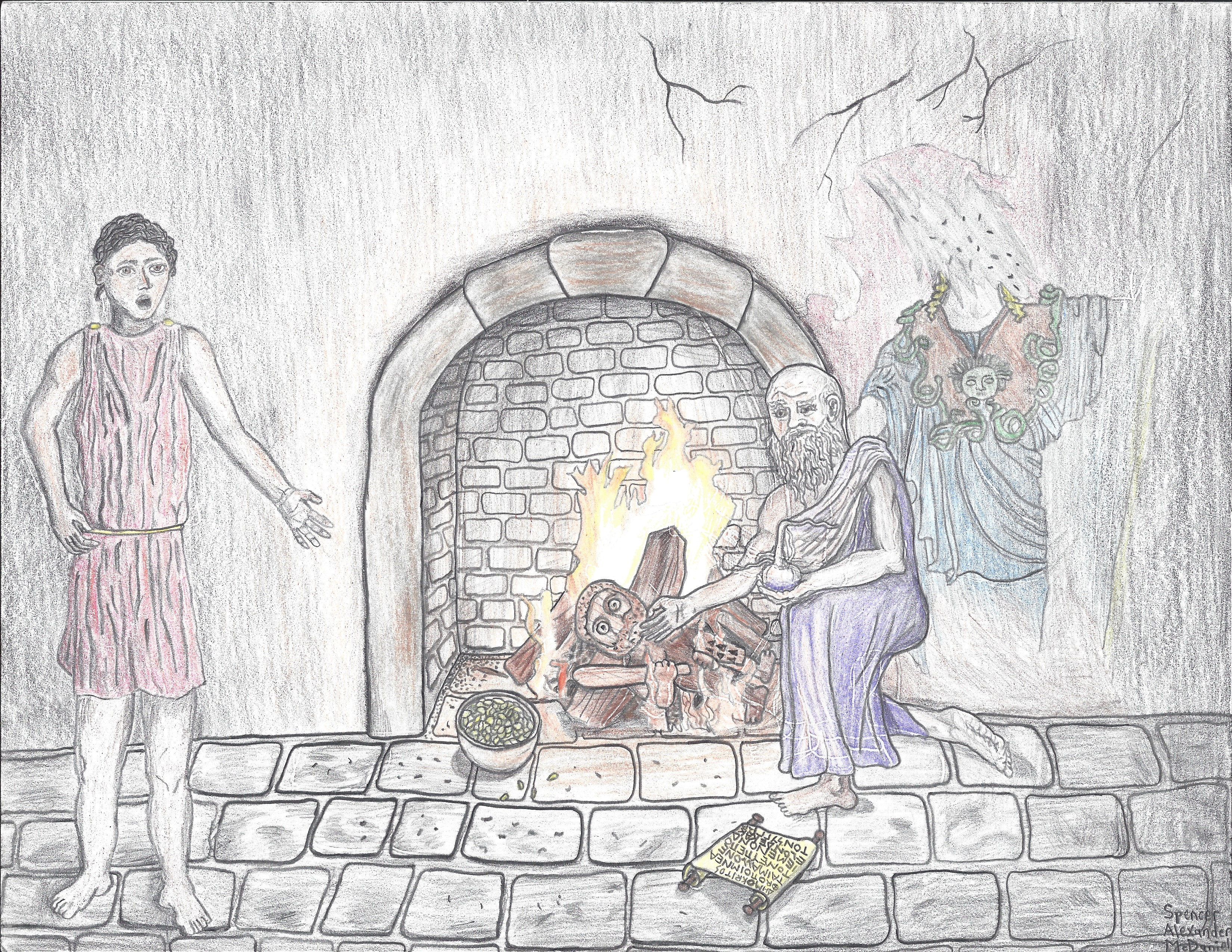
描绘迪亚戈拉斯将赫丘利的雕像作为柴火烧的插画，创作于2018年至2020年之间

大约在那个时候（公元前415年），米洛斯的诗人迪亚戈拉斯因无神论而被禁止，他宣称不对某种不法行为进行惩罚可以证明没有神。有人猜测，有某种原因，所讨论的罪孽是公元前416年雅典人对米洛斯人的屠杀，在这种情况下，雅典人的怨恨是个人和政治的，而不是宗教的。前415年后的一段时间里，雅典法院竭尽全力惩罚每一起可发现的不敬案件；据称，厄琉息斯秘仪的模仿涉嫌对抗阿尔西比亚狄斯和其他人。迪亚戈拉斯被进一步指控泄露厄琉息斯，并用赫丘利的形象做柴火，告诉上帝通过煮萝卜来完成他的第十三次劳动，从此成为古代世界著名的无神论者之一，杀死他将获得一银塔兰同的奖励，活捉他将获得两塔兰同的奖励；尽管如此，他似乎还是逃脱了。
迪亚戈拉斯与他那个时代的流行宗教和神学的关系，如果不追溯到自然哲学家的观点和当时的知识运动，就无法解释。前苏格拉底哲学家越来越多地用自然规律来解释自然现象，而不需要神的干预。特别是，德谟克利特的原子论取代了统治世界的上帝——因果关系是万物的根源。德谟克利特解释说，人们普遍相信神是因为害怕自然界中不寻常和不可解释的现象；而且，从这一原则出发，迪亚戈拉斯在古代流行信仰已经动摇的时候，尤其是在年轻人的心目中，提出了根本没有神的学说。他的攻击似乎主要针对希腊神学和神话的教条，以及既定的崇拜形式。根据阿里斯托芬在《云》中讽刺的诡辩家的风格，他用自然的积极力量代替了神的活动；一些流传下来的孤立陈述表明，他很可能是以一种诙谐的方式做到这一点。
美国学者詹妮弗·迈克尔·赫克特写道：
米洛斯的诗人迪亚戈拉斯可能是五世纪最著名的无神论者。虽然他没有写作无神论，但关于他不信的轶事表明，他很自信，几乎是在开玩笑，而且非常公开。他向每个人揭示了厄琉息斯神秘宗教的秘密仪式，并“因此使它们变得普通”，也就是说，他有意揭开了一个珍贵的秘密仪式的神秘面纱，显然是为了激发他的同时代人的思考。在另一个著名的故事中，一位朋友展示了一个昂贵的神的供奉品，并说：“你认为神不关心人吗？为什么，从这里的所有还愿画中，你可以看到有多少人通过向将他们安全带到港口的神祈祷而逃离海上风暴的愤怒。”迪亚戈拉斯回答说：“是的，确实如此，但所有遭遇海难并在海浪中丧生的人的图画在哪里？”这是一个好问题。迪亚戈拉斯因亵渎神秘而被起诉，但逃脱了。整个雅典帝国都在搜寻他，这表明指控很严重，但他没有被找到。

## 作品版本
- Marek Winiarczyk（编），Diagorae Melii et Theodori Cyrenaei reliquiae, 莱比锡，1981年

## 备注
1. ↑  米洛斯岛在伯罗奔尼撒战争中与斯巴达交好，但维持中立状态